# Мария Фридерика Вюртембергская
Мария Фридерика Шарлотта Вюртембергская (	30 октября 1816, Штутгарт — 4 января 1887, там же) — немецкая принцесса, племянница русского царя Александра I.

## Биография

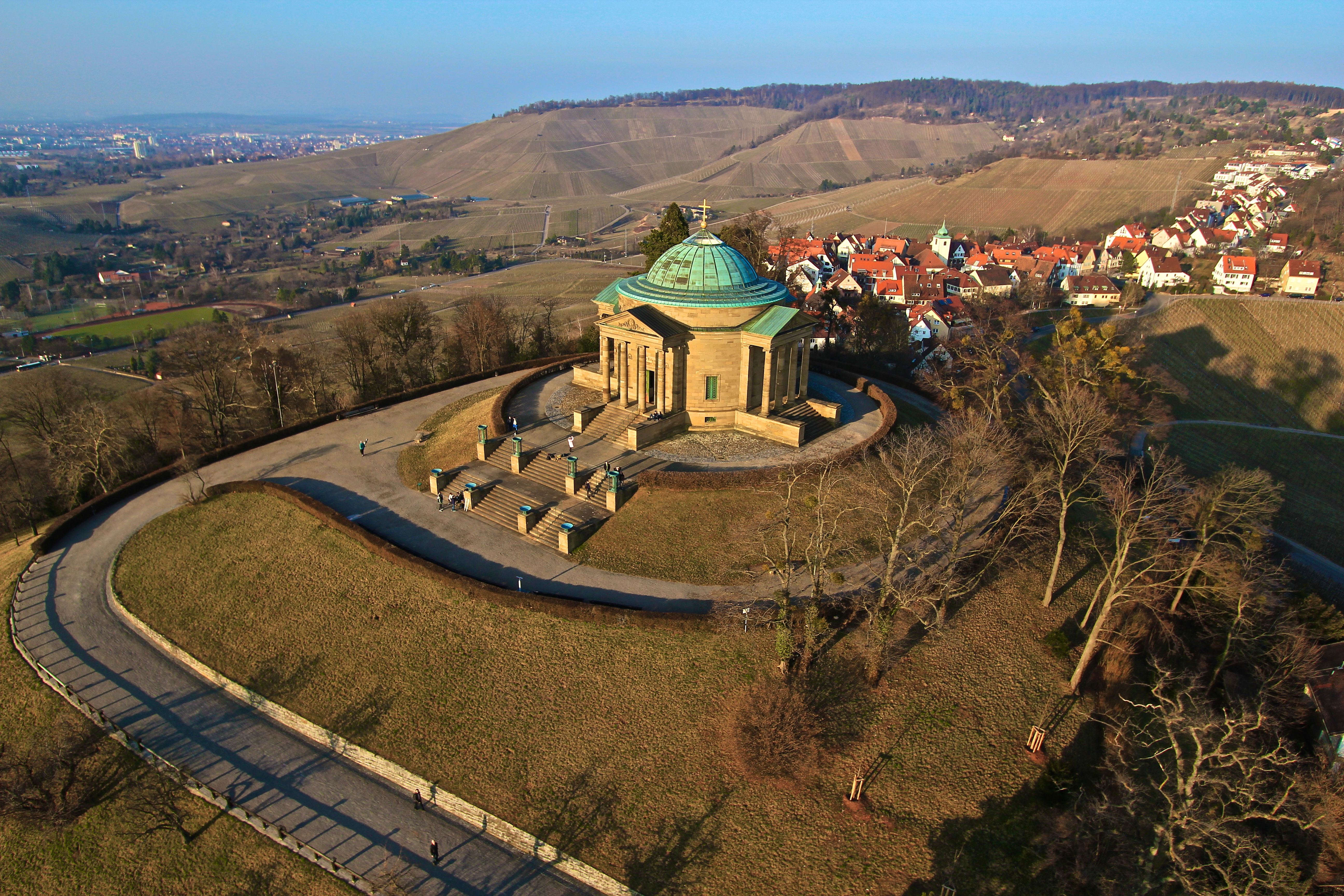
Мавзолей Вюртембергской династии.

Старшая дочь короля Вюртемберга Вильгельма I (1781—1864) и королевы Екатерины (великой княжны Екатерины Павловны). Единоутробная сестра выдающегося российского государственного деятеля принца Петра Ольденбургского (1812—1881), родная сестра королевы-консорта Нидерландов Софии (1818—1877), сводная сестра короля Вюртемберга Карла I (1823—1891) и принцессы Екатерины (1821—1898), чей сын от брака с двоюродным братом в 1891 году унаследовал у Карла Вюртембергский престол. 
При рождении была пожалована российским орденом Святой Екатерины большого креста.
В 1837 году вышла замуж за 30-летнего австрийского офицера графа Альфреда фон Нейпперга (1807—1865), сына морганатического супруга Марии-Луизы Австрийской, владетельной герцогини Пармской, первым (и единственным законным) супругом которой был Наполеон. Для Нейперга-младшего это был второй брак, и после его заключения он перешёл с австрийской на вюртембергскую службу, где вскоре дослужился до генерала. В обоих браках Альфред фон Нейперг не имел детей, поэтому его наследником стал младший брат Эрвин, австрийский военачальник.
Всю свою жизнь принцесса Мария Фридерика оказывала покровительство благотворительным учреждениям. Похоронена в родовой усыпальнице Вюртембергской династии на горе Ротенберг (в ближайших окрестностях Штутгарта).